# Liste des organismes littéraires de la Côte-Nord
 (juin 2022).
Cet article contient une liste d’organismes culturels actifs dans le milieu littéraire qui sont situés dans la région de la Côte-Nord. Les organismes sont classés selon le type d’activité principal qu’ils exercent. 

## Édition
- Recréer la Côte (cercle d’écriture et revue de création littéraire) / Les ateliers nomades, Baie-Comeau[1]
  - Le Cercle d’écriture Recréer la Côte organise des ateliers d’écriture, des micros ouverts et des rencontres avec des auteur.ices. Il publie également une revue de création littéraire du même nom.

## Événementiel
- Biblio-plage de Mme Chose, Tadoussac[2]
  - La Biblio-plage met à la disposition des lecteur.rices de tout âge des livres à lire sur la plage et propose également des animations variées.
- Festi-Livre Desjardins des Bergeronnes, Les Bergeronnes [3]
  - Le Festi-Livre est un festival qui cherche à promouvoir la lecture et l'écriture en Haute-Côte-Nord. Il organise des ateliers d'écriture et des rencontres entre auteur.ices et élèves ou entre auteur.ices et grand public.
- Festival du conte et de la légende Innucadie, Natashquan[4]
  - Le festival souligne « le voisinage entre Innus et Acadiens[4] », une mixité propre à Natashquan. L’événement est principalement articulé autour du conte et de la célébration de l’Innucadie comme territoire pour partie imaginaire.
- L’ouvre-boîte culturel, Baie-Comeau[5]
  - L’ouvre-boîte culturel est un organisme à but non lucratif favorisant la promotion des arts et de la culture tout en mettant en valeur des artistes locaux et de la relève. La programmation comprend à l’occasion des spectacles littéraires et de contes.
- Salon du livre de la Côte-Nord, Sept-Îles[6]
  - La Corporation du Salon du livre de la Côte-Nord est un organisme à but non lucratif qui organise une fête culturelle dans le but de  promouvoir les livres et la lecture.

## Expérimentation / création / production
- Camp littéraire de Baie-Comeau/Éditions Tire-Veille, Baie-Comeau[7]
  - Le Camp littéraire de Baie-Comeau est un organisme à but non lucratif qui cherche à promouvoir et diffuser la littérature et la création littéraire en plus de soutenir la relève du milieu.
- Le Collectif de la Dérive, Baie-Comeau[8]
  - Le Collectif de la Dérive est un regroupement d’artistes en arts visuels, localisé à Baie-Comeau. Il organise notamment la foire-exposition LA MACHINE: distribution de fragments poétiques à la salle l’Alternative.
- Recréer la Côte (cercle d’écriture et revue de création littéraire) / Les ateliers nomades, Baie-Comeau[1]
  - Le Cercle d’écriture Recréer la Côte organise des ateliers d’écriture, des micros ouverts et des rencontres avec des auteur.ices. Il publie également une revue de création littéraire du même nom.
- Théâtre des Béloufilles, Tadoussac[9]
  - Le théâtre des Béloufilles souhaite démocratiser et contribuer au rayonnement de la culture théâtrale dans la région de la Côte-Nord. Il s'agit d'un théâtre de création féministe.
- Troupe de théâtre La Patente, Sept-Îles[10]
  - La Patente est une troupe théâtrale amateur qui forme des ligues d'improvisation senior et junior. Elle organise également une production théâtrale par été.
- Troupe du Masque d’Or (théâtre musical), Sept-Îles[11]
  - La Troupe du Masque d'Or est une troupe de théâtre musical à but non lucratif qui diffuse des spectacles et promeut la comédie musicale. Elle accueille des gens de tous âges.

## Médiation / pédagogie
- Réseau Biblio de la Côte-Nord, Sept-Îles[12]
  - Le Réseau Biblio de la Côte-Nord a comme visée d’« établir, de maintenir et de développer des collections de documents publiés[12] » et des services divers. Il  promeut également plusieurs activités et soutient différents programmes, dont l’animation pour la jeunesse.

## Ressources générales (pour créateurs) / concertation
- Conseil de la culture de la Côte-Nord, Baie-Comeau[13]
  - Culture Côte-Nord cherche à « promouvoir et développer l’unicité culturelle nord-côtière en ralliant les passionné.e.s qui œuvrent à sa vitalité[13]».
- Fondation des arts et de la culture Comeau, Baie-Comeau[14]
  - La Fondation des arts et de la Culture Comeau souhaite « promouvoir  les arts et la culture dans la région de la Manicouagan en offrant des bourses d’études et de perfectionnement aux moins de 35 ans s’étant particulièrement démarquées dans leur domaine artistique[14]».